# کونووو (شهرستان گوستنگ)
کونووو (به لهستانی:  Kunowo) یک روستا در لهستان است که در گمینا گوستنگ واقع شده‌است.
 کونووو  ۵۵۰ نفر جمعیت دارد.